# Drosophila oribatis
Drosophila oribatis är en tvåvingeart som beskrevs av Léonidas Tsacas 1980. Drosophila oribatis ingår i släktet Drosophila och familjen daggflugor.
Artens utbredningsområde är Uganda och Kongo.